# Aphonopelma zionis
Aphonopelma zionis är en spindelart som beskrevs av Chamberlin 1940. Aphonopelma zionis ingår i släktet Aphonopelma och familjen fågelspindlar. Inga underarter finns listade i Catalogue of Life.